# Nuoto ai XVIII Giochi del Mediterraneo - Staffetta 4x200 metri stile libero maschile
Le gare di nuoto ella staffetta 4x100 metri stile libero maschile dei XVIII Giochi del Mediterraneo è stata disputata il 24 giugno 2018 al Centro Acuático de Campclar di Tarragona.

## Risultati
La gara è partita alle 19:12.
| Pos     | Corsia | Nazione    | Nuotatori | Tempo   | Note |
| ------- | ------ | ---------- | --- | ------- | ---- |
| Oro     | 1      | Italia     | Matteo Ciampi (1:48.70) Stefano Di Cola (1:48.08) Filippo Megli (1:46.80) Mattia Zuin (1:48.08)                   | 7:11.66 |      |
| Argento | 2      | Serbia     | Velimir Stjepanović (1:46.81) Aleksa Bobar (1:50.79) Andrej Barna (1:50.16) Uroš Nikolić (1:50.81)                | 7:18.57 |      |
| Bronzo  | 5      | Spagna     | Marc Sánchez (1:50.26) Moritz Berg (1:49.10) Hugo González (1:49.92) Miguel Durán (1:51.13)                       | 7:20.41 |      |
| 4       | 6      | Grecia     | Andreas Vazaios (1:49.55) Dimitrios Dimitriou (1:50.03) Georgios Spanoudakis (1:52.61) Dimitrios Negris (1:52.19) | 7:24.38 |      |
| 5       | 4      | Portogallo | Miguel Nascimento (1:50.08) Gabriel Lópes (1:52.56) Tomás Veloso (1:53.44) Alexis Santos (1:51.31)                | 7:27.39 |      |
| 6       | 7      | Turchia    | Erge Can Gezmiş (1:51.91) Doğa Çelik (1:54.93) Efe Turan (1:51.88) Kemal Arda Gürdal (1:55.52)                    | 7:34.24 |      |
|         | 3      | Cipro      | | DNS     |      |